# Filippinbladfågel
Filippinbladfågel (Chloropsis flavipennis) är en fågel i familjen bladfåglar inom ordningen tättingar.

## Utseende och läte
Filippinbladfågeln är en liten till medelstor (18 cm), grön tätting som lever i trädkronor. Hela fjäderdräkten är lysande grön utom gult runt ögat, på strupen och ett streck på vingen som formats av gula kanter på handpennorna. Näbb, iris och ben är alla mörka. Lätet består av korta och högljudda melodiska fraser som i engelsk litteratur beskrivs som "whit-too-whee" eller "see-tee-wee-oo".

## Utbredning och systematik
Fågeln förekommer i Filippinerna på öarna Cebu, Leyte och Mindanao. Den behandlas som monotypisk, det vill säga att den inte delas in i några underarter.

## Status och hot
Filippinbladfågeln tros minska i antal till följd av habitatförlust, så pass att den är upptagen på internationella naturvårdsunionen IUCN:s röda lista över hotade arter, kategoriserad som sårbar (VU).